# Xabier Mancisidor
Xabier Mancisidor Macazaga (Pasaia, Guipúzcoa, 24 de mayo de 1970) es un exfutbolista español que jugó como portero y es el actual entrenador de porteros del Manchester City.

## Trayectoria

### Como portero
Formado en el juvenil del Deportivo Alavés, ascendió al primer equipo antes de la campaña 1993-94, en Segunda División B. En 1995, a pesar de ser suplente, Xabier fichó por el R. C. D. Mallorca, en ese momento de Segunda División. Hizo su debut profesional el 3 de septiembre de ese año, comenzando con una victoria a domicilio por 2-0 contra el C. A. Osasuna.
Xabier consiguió el ascenso con el Mallorca en 1997, aunque solo disputó dos partidos durante la temporada. En la siguiente campaña de La Liga, fue solo el tercer portero y, después de no aparecer en un solo minuto, se retiró con solo 28 años.

### Como entrenador de porteros
Después de retirarse, Xabier se incorporó a la Real sociedad. Primero como entrenador de porteros de la cantera, luego ascendiendo al primer equipo, en el cual pasó 11 temporadas en el club.
Tras dejar la Real fue nombrado entrenador de porteros en la plantilla de Manuel Pellegrini en el Real Madrid el 2 de junio de 2009. El 3 de enero de 2011 siguió a Pellegrini al Málaga C. F.. El 14 de junio de 2013 volvió a seguir a Pellegrini, ahora hasta el Manchester City. Tras el despido del técnico, permaneció en el club, donde se encuentra aún actualmente.

## Clubes
| Club              | País   | Año       |
| ----------------- | ------ | --------- |
| Alavés            | España | 1993-1995 |
| R. C. D. Mallorca | España | 1995-1998 |

## Clubes como entrenador de porteros
| Club              | País       | Año       |
| ----------------- | ---------- | --------- |
| Real Sociedad "B" | España     | 1998      |
| Real Sociedad     | España     | 1998-2009 |
| Real Madrid       | España     | 2009-2010 |
| Málaga C. F.      | España     | 2011-2013 |
| Manchester City   | Inglaterra | 2013-Act  |

## Palmarés

### Como jugador
Títulos nacionales
| Título                              | Club   | País   | Año       |
| ----------------------------------- | ------ | ------ | --------- |
| Segunda División B de España (G II) | Alavés | España | 1993-1994 |
| Segunda División B de España (G II) | Alavés | España | 1994-1995 |

### Como entrenador de porteros
Torneos nacionales
| Título           | Club            | País       | Año     |
| ---------------- | --------------- | ---------- | ------- |
| Copa de la Liga  | Manchester City | Inglaterra | 2013-14 |
| Premier League   | Manchester City | Inglaterra | 2013-14 |
| Copa de la Liga  | Manchester City | Inglaterra | 2015-16 |
| Copa de la Liga  | Manchester City | Inglaterra | 2018    |
| Premier League   | Manchester City | Inglaterra | 2018    |
| Community Shield | Manchester City | Inglaterra | 2018    |
| Copa de la Liga  | Manchester City | Inglaterra | 2019    |
| Premier League   | Manchester City | Inglaterra | 2019    |
| FA Cup           | Manchester City | Inglaterra | 2019    |
| Community Shield | Manchester City | Inglaterra | 2019    |
| Copa de la Liga  | Manchester City | Inglaterra | 2020    |
| Copa de la Liga  | Manchester City | Inglaterra | 2021    |
| Premier League   | Manchester City | Inglaterra | 2021    |
| Premier League   | Manchester City | Inglaterra | 2022    |
| Premier League   | Manchester City | Inglaterra | 2023    |
| FA Cup           | Manchester City | Inglaterra | 2023    |

Títulos internacionales
| Título                 | Club            | Sede           | Año  |
| ---------------------- | --------------- | -------------- | ---- |
| Liga de Campeones      | Manchester City | Estambul       | 2023 |
| Supercopa de Europa    | Manchester City | El Pireo       | 2023 |
| Copa Mundial de Clubes | Manchester City | Arabia Saudita | 2023 |